# 卡氏頜吻鰻
卡氏頜吻鰻（學名：Gnathophis castlei），是輻鰭魚綱鰻形目康吉鳗科頜吻鰻屬的其中一種，艾瑪·斯坦尼斯拉夫娜·卡爾莫夫斯卡婭 (Emma Stanislavovna Karmovskaya)和約翰·理查德·帕克斯頓(John Richard Paxton)在2000年所描述，分布於中西太平洋澳洲昆士蘭省海域，深度131-366公尺，體長可達34.2公分，為底棲性魚類，生活習性不明。